# Весёлое (село, Весёловский район)
Весёлое (укр. Веселе) — село,
Таврийский сельский совет,
Весёловский район,
Запорожская область,
Украина.
Код КОАТУУ — 2321286303. Население по переписи 2001 год составляло 575 человек.

## Географическое положение
Село Весёлое находится на расстоянии в 2 км от села Першотравневое (Мелитопольский район) и в 4,5 км от посёлка Таврия.
Рядом проходит автомобильная дорога Т-0805.

## История
- 1815 год — основание поселения.[2]
- 1922 год — дата основания как совхоз Весёлое.
- В 1945 году получил статус хутор Весёлый[3].